# Clairvillia pninae
Clairvillia pninae là một loài ruồi trong họ Tachinidae.